# Rue de la Comète (Saint-Josse-ten-Noode)
Pour les articles homonymes, voir Rue de la Comète.
La rue de la Comète (en néerlandais: Staartsterstraat) est une rue bruxelloise de la commune de Saint-Josse-ten-Noode qui va de la rue Brialmont à la rue Traversière.
La numérotation des habitations va de 1A à 13 pour le côté impair et de 2 à 16 pour le côté pair.